# Éléonore Cobham
Titres
Duchesse de Gloucester
vers 1428 – 6 novembre 1441
(environ 13 ans)
Comtesse de Pembroke
vers 1428 – 6 novembre 1441
(environ 13 ans)
Éléonore Cobham (vers 1400 - 7 juillet 1452), fut la maîtresse et la seconde épouse de Humphrey de Lancastre, duc de Gloucester. Accusée de sorcellerie, elle fut emprisonnée pour trahison et nécromancie en 1441.

## Sa famille
Éléonore était la fille de Reginald Cobham, 3e baron de Sterborough, et de sa première épouse, Éléonore Culpeper.

## Maîtresse et épouse du duc de Gloucester
Aux environs de 1422, Éléonore devint dame de compagnie de Jacqueline de Hainaut qui, divorcée de Jean IV de Brabant, s'était enfuie en Angleterre en 1421. En 1423, Jacqueline épouse le duc de Gloucester, Humphrey de Lancastre, le plus jeune fils du roi Henri IV d'Angleterre, lequel, depuis le décès de son frère ainé, Henri V d'Angleterre, était le protecteur d'Henri VI d'Angleterre.
Gloucester se rendit en France pour prendre possession des territoires de son épouse. À son retour en Angleterre, en 1425, Éléonore devint sa maîtresse. Le duc fit annuler son mariage et épousa sa maîtresse. Éléonore était « belle, intelligente et ambitieuse » et Humprey, « cultivé, épicurien et illustre».
Les années qui suivirent, ils furent le centre d'une cour modeste mais non moins flamboyante au Palais de Placentia. Ils étaient entourés de poètes, de musiciens, de professeurs, de médecins, d'amis et d'acolytes. En novembre 1435, Gloucester partageait l'ensemble de ses territoires avec Éléonore et six mois plus tard, en avril 1436, en robe de duchesse, elle fut reçue « dame de la jarretière ».
En 1435, le frère aîné de Gloucester, Jean de Lancastre, duc de Bedford, mourut, faisant de Gloucester un prétendant au trône. Gloucester a également revendiqué le rôle de régent, jusque-là occupé par son frère, mais le conseil s'y opposa. Son épouse, Éléonore, eut une certaine influence à la cour et semble avoir été appréciée par Henri VI d'Angleterre.

## Procès et emprisonnement

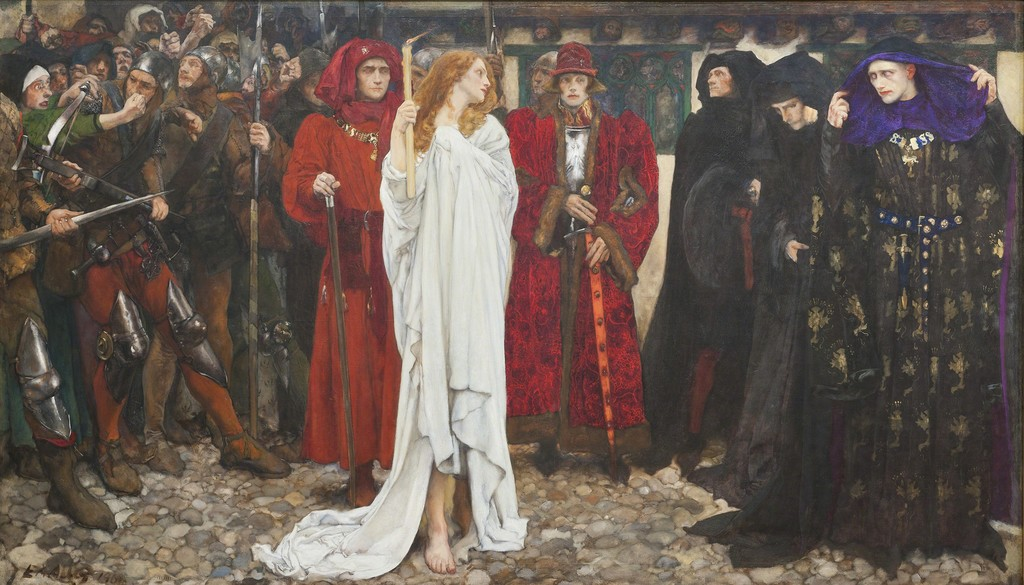
La pénitence d'Éléonore.

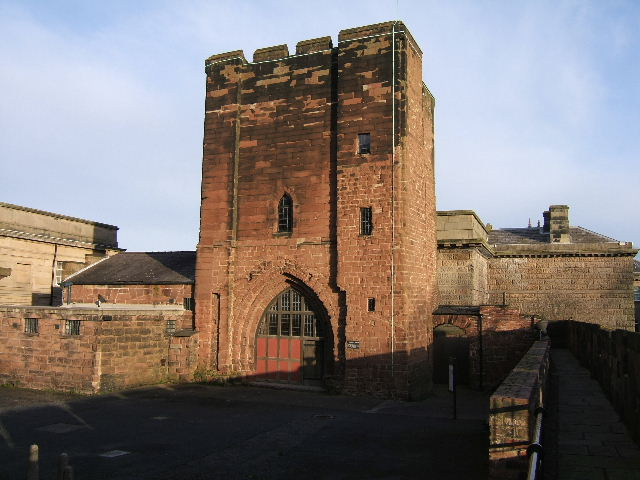
La tour Agricola, seul vestige restant du château de Chester où fut emprisonnée Éléonore Cobham

Éléonore consultait des astrologues pour tenter de connaître l'avenir. Les astrologues sollicités, Thomas Southwell et Roger Bolingbroke prédirent qu'Henri VI d'Angleterre contracterait une maladie fatale en juillet ou en août 1441. Lorsque cette rumeur parvint aux oreilles des défenseurs du roi, ils consultèrent à leur tour des astrologues qui ne trouvèrent pas de telles funestes destinées pour leur roi, un réconfort pour ce dernier qui avait été ébranlé par ces commérages. Ils remontèrent jusqu'à la source de la rumeur en questionnant Southwell, Bolingbroke et John Home (le confesseur particulier d'Éléonore). Ils arrêtèrent Southwell et Bolingbroke au motif de « trahison nécromancienne ». Bolingbroke livra le nom d'Éléonore comme instigatrice de la rumeur, ce qui conduisit à son arrestation et son jugement. Les accusations la concernant furent probablement tronquées et exagérées pour contrer les ambitions de son mari.
Éléonore réfuta la plupart des accusations, mais confessa avoir pris certaines potions de Margery Jourdemayne pour l'aider à concevoir un enfant. Éléonore et ses « conspirateurs » furent déclarés coupables. Southwell périt dans la tour de Londres ; Bolingbroke fut pendu et écartelé ; et Jourdemayne fut brûlée sur le bûcher. Éléonore dut faire une pénitence publique à Londres, dut divorcer de son mari et fut condamnée à la prison à perpétuité.
En 1442, Éléonore fut emprisonnée dans le château de Chester. En 1443, elle fut déplacée au château de Kenilworth. Par la suite, elle fut écrouée sur l'île de Man et, finalement, en mars 1449, au château de Beaumaris (Anglesey), où elle mourut le 7 juillet 1452.